# أحمد أبو بكر النقيب
أحمد أبو بكر النقيب من مواليد عام 1323هـ/ 1905م في قرية القدمة حاضرة مشيخة الموسطة (منطقة يافع) في
الجمهورية اليمنية وكان ترتيبه الرابع بين أخوته الذكور وهم: حسين، محمد، محسن، أحمد، صلاح، قاسم وله ثلاث شقيقات.

## نشأته
تلقى الشيخ أحمد تعليمه في في كتاب القرية (المعلامة) على يد الشيخ حسين علي بن علي عسكر النقيب، الذي تلقى تعليمه في حضرموت ثم في الجامع الأزهر في مصر وتمكن الشيخ النقيب من حفظ القرآن الكريم وأتقن مبادئ القراءة والكتابة والتصق بوالده ومنذ يفاعته كان يساعد والده، وينوبه في الإصلاح بين الناس من أفراد قبيلة الموسطة (الخلاقي -مرجع سابق -ص 52، 53).
في العام 1928م ومع بلوغ ربيعه الثالث والعشرين تزوج من أم أولاده الثمانية، وبعد سبع سنوات عزم الشاب أحمد أبو بكر النقيب مع عدد من أقرانه من أبناء قريته «القدمة» على السفر بحراً إلى
إندونيسيا واستقلوا سفينة شراعية (زعيمة) وكان هناك بعض الأقارب في استقبالهم، وبعد مضي عامين من إقامته في إندونيسيا قرر الشاب النقيب العودة إلى اليمن وقد خاب ظنه في بعض اليمنيين الذين كانوا يمارسون تجارة الربا خارج المدن الإندونيسية واكتفى بدخله المتواضع.
في العام 1356هـ/ 1957م عاد إلى مسقط رأسه واستقبله أهله، وكان الده أكثرهم ابتهاجا بوصوله.
كان والده قد أصيب في ساقه أثناء مواجهاته مع الإنجليز في الشعيب وقد لازم فراش المرض مطمئناً لوصول ولده الذي سيغطي الفراغ الذي سيتركه بعد وفاته. وقد رست قناعة آل النقيب على اختيار أحمد أبو بكر خلفاً لوالده.
مثلث مدينة البيضاء قاعدة إسناد ودعم للثوار المناهضين للاستعمار في منطقة يافع وغيرها من المناطق الحدودية المجاورة. وصل وفد الجامعة العربية برئاسة أمينها العام الأستاذ محمد عبد الخالق حسونة عام 1957م بطلب من الإمام أحمد لتقصي الحقائق في مناطق الجنوب وكان السلطان الثائر محمد بن عيدروس قد وصل إلى البيضاء مع مجموعة من سلاطين ومشايخ الجنوب (الخلاقي-مرجع سابق -ص 83).
كان النقيب صالح بن ناجي الرويشان، عامل الإمام في البيضاء قد أعد مسودة إقرار «بأننا جزء لا يتجزأ من اليمن» وكان الجميع قد وقع على ذلك الإقرار. جاء الشيخ النقيب متأخراً فعرض الرويشان الإقرار عليه للتوقيع، إلا أنه رفض فاستغرب الرويشان الذي كان على علم بالعلاقة الطيبة التي كان تربط النقيب بالإمام وطلب منه تفسيراً وجاء الرد :«إننا كسلاطين ومشايخ نعد بعدد أصابع اليد ولا نملك تخويلاً من شعب الجنوب بمثل هذا التصرف وعند رحيل الاستعمار سيقول الشعب قراره في استفتاء عام».

## موقف الشيخ النقيب من الإنجليز في شهادة الشيخ علي العيسائي
أدلى رجل الأعمال البارز على عبد الله العيسائي بشهادته للتاريخ عن الشيخ الشهيد أحمد أبو بكر النقيب وقال إنه استضافه في بيته عند نزوله الأخير إلى عدن وقال: «إن الشيخ ظل طيلة تواجده في عدن لمدة ستة أشهر على مواقفه العدائية من الإنجليز ولم يستجب لأي من شروطهم وكان حراً أبياً، ولولا توقف الدعم الذي كان يتلقاه من الحكم في صنعاء في عهد الإمام أحمد لما غير خطته، ومعروف أنه بعد علاجه من إصاباته في مستشفى صنعاء، انقطع عنه الدعم فاضطر لبيع سلاحه الشخصي، ثم نزل إلى عدن عن طريق يافع وكان ينزل ضيفا عندي، وكان ضد بريطانيا قلباً وقالبا وصحيح أنه حصل على بعض المبالغ غير المشروطة وعاد إلى يافع، ولكن الإنجليز كانوا يكنون له العداء، حتى أن والي عدن في كتاب له يعترف أنه قضى على النقيب ويصفه بالمتمرد» (الخلاقي- مرجع سابق- ص 118 و119 و120 و120).

## الشيخ النقيب يسقط برصاص ضيوفه في البيت
قدم المناضل محمد صالح المصلي شهادته للتاريخ عن الشهيد الشيخ أحمد أبو بكر النقيب ورد فيها:«حين قامت ثورة سبتمبر كنت في الشمال وعند عودتي إلى يافع بدأ التواصل بيني وبين الشيخ أحمد، الذي لا شك أن نزوله إلى عدن قد أساء إليه وأراد ان يصحح مواقفه، وقد بعث لي برسالة بواسطة محمد حسين صالح الرشيدي ومحمد صالح عثمان الحريبي يطلب فيها استعادة النشاط...». وتحدث المصلي عن تفاصيل رسالة الشيخ النقيب المرسلة إليه ورد عليها والتي حملها أحمد هيثم حنش وما حكاه رجل من قرية «الديوان» جاء من نايحة قرية «صانب» والذي صرخ:يا مصلي.. يا مصلي الشيخ أحمد النقيب قتل. قلت له ومن قتله؟ قال: أولاد عمه. حمل المصلي بندقيته وطلع إلى الحيد ووصل الخبر بأن القتلة هم آل البعالي. (الخلاقي- مرجع سابق -ص 123 و124).
ورد في صحيفة صوت العرب في عددها الصادر في 20 يناير 1963م ما يلي:«أفادت الأخبار الواردة من يافع العليا أن الشيخ أحمد أبو بكر النقيب الأول لمشيخة الموسطة قد قتل يوم الخميس 10يناير 1963م على يد أحمد عسكر وأربعة آخرين من أهل عياش، كما أن ولده سيف أحمد وشخصاً آخر من أصدقائه قد قتلا أيضاً»، وأضافت «صوت الجنوب»:«وكان الشيخ أحمد أبو بكر يستضيف أحمد عسكر وأصحابه في داره لمدة يومين ولكنهم غدروا به وقتلوه، وتجدر الإشارة إلى أن الشيخ أحمد أبو بكر النقيب أحد رجال يافع العليا البارزين وهو معروف بشجاعته وقوة شكيمته وبمقتله فقدت يافع أحد رجالها البارزين». واقتصت «الموسطة» من الضالعين في الجريمة الخسيسة سواء المخططون أو المنفذون لها فرداً فرداً استناداً للقاعدة القرآنية ?{?ولكم في القصاص حياة يا أولي الألباب لعلكم تتقون?}? (البقرة: 179).
ترك الشيخ أحمد أبو بكر النقيب وراءه إرثاً نضالياً واجتماعياً كبيراً ودائرة واسعة من المحبين وأحد عشر ولدا الذكور منهم ثمانية.
الشيخ الشهيد أحمد أبو بكر النقيب شاعر ومن قصائده: «نداء الإصلاح» و«دجاج الحفش» و«ملعون من باع أرضه بالذهب» و«بأرض الشرق فتنة» و«سابق من سبق» و«قفا صوت العرب» و«شرع القبايل» وغيرها من القصائد ورثاه عدد كبير من شعراء يافع.